# 外崎幹二
外崎 幹二（とのさき かんじ、1910年 - 1986年8月15日）は青森県出身の作曲家・音楽理論家。

## 生涯
1944年、日本大学芸術科卒業。元日本大学芸術学部教授。音楽教育に努め、現在日本のクラシック音楽界で広く用いられている独特の記号の原型を島岡譲との共著「和声の原理と実習」で使用し、今日の日本の和声学教育に大きな影響を遺した。

## 主な著書
米印のついた書籍のみAmazon他で入手可能。
- 和声の原理と実習（共著）
- 新訂 楽典（共著）[1]※
- 和声の分析